# Kapodaster

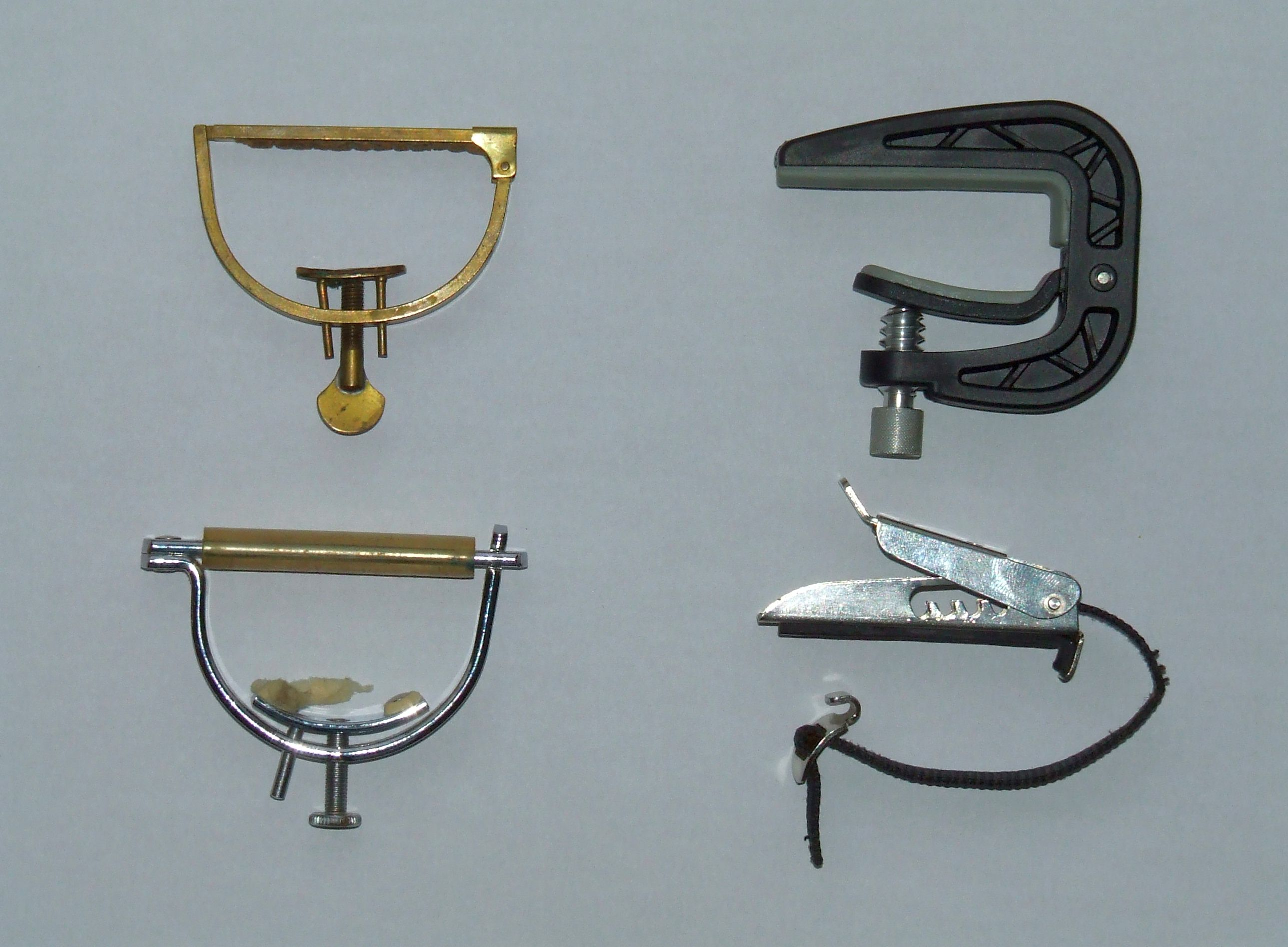
Vier verschiedene Arten von Kapodaster

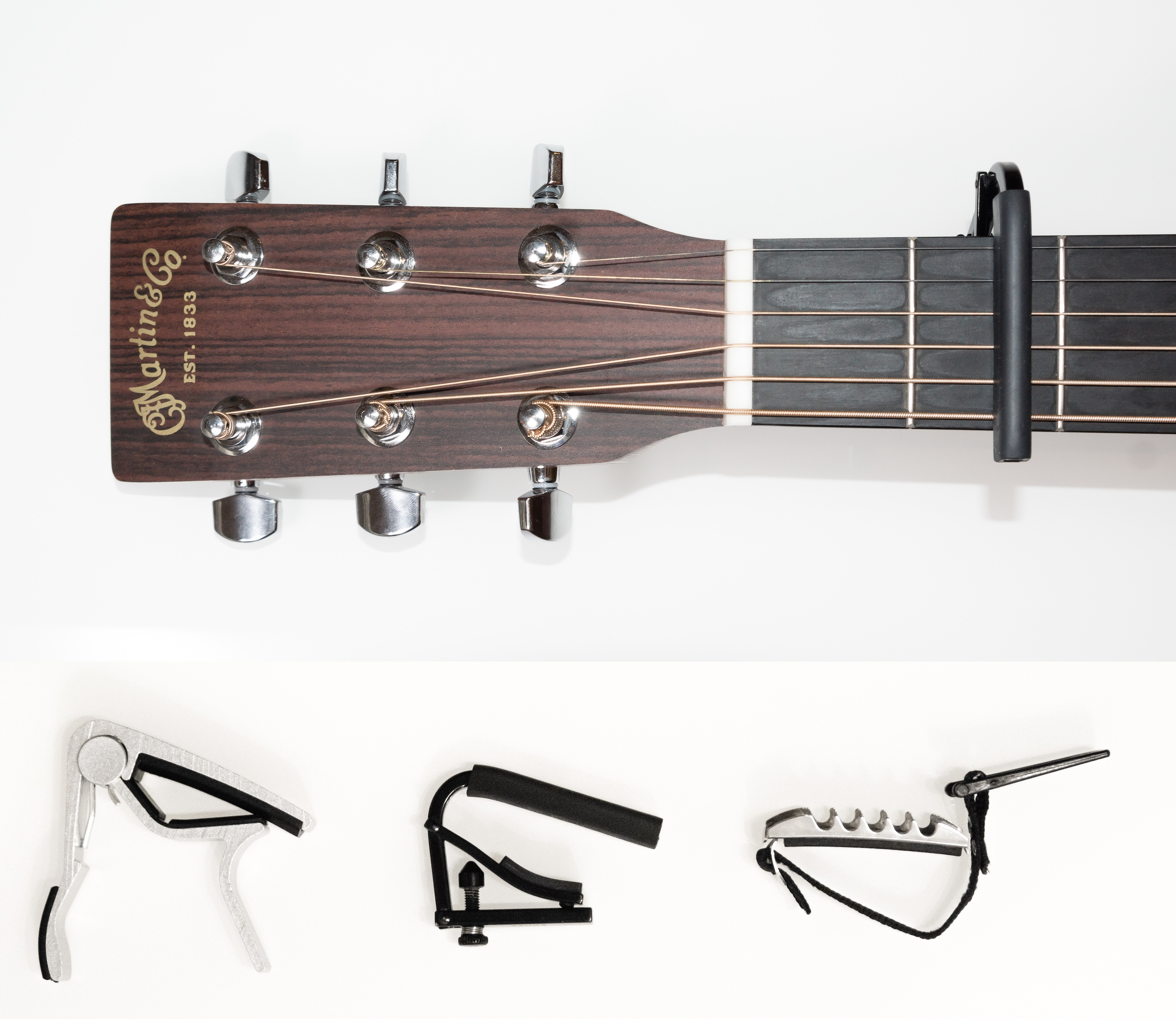
Gitarre mit Kapodaster im zweiten Bund. Darunter drei Kapodaster unterschiedlicher Bauform.

Der Kapodaster, im Musikerjargon auch kurz Capo (italienisch capotasto, „Hauptbund“, auch capo dastro) genannt, ist eine bewegliche Vorrichtung, um die schwingende Länge der Saiten einer Gitarre oder eines verwandten Saiteninstruments (etwa Laute, Mandoline oder Banjo) zu verkürzen. Sie wird als Aufsatz zwischen zwei Bundstäben um den Hals des Instruments gespannt und drückt die Saiten vor dem Bundstäbchen auf das Griffbrett.
Bei den meisten westlichen Saiteninstrumenten sind die Bünde im Halbtonabstand angebracht. Beim Anbringen des Kapodasters erhöht sich daher pro Bund die Tonhöhe aller Saiten um einen Halbton.
In Giovanni Battista Donis Werk Annotazioni sopra il compendio von 1640 wurde der Begriff 'capotasto' erstmals verwendet. Der erste Kapodaster wurde im 17. Jahrhundert gebaut. Er bestand aus einem gebogenen Stück Messing.

## Notation
Noten und Tabulaturen werden bei Benutzung eines Kapodasters so aufgeschrieben, als wäre der Capo der Sattel. Das bedeutet, dass die Notation nicht die klingende Tonhöhe wiedergibt, sondern von der untransponierten, auf den Leersaiten beruhende Stimmung ausgeht, obwohl das verwendete Instrument durch den Capo im Prinzip zum transponierenden Instrument wird. Sitzt der Kapodaster beispielsweise im 5. Bund, entspricht dieser in der Notation den Leersaiten. Ein D im 7. Bund auf der g-Saite wird dann als A im zweiten Bund auf der g-Saite notiert. Das vereinfacht die Lesbarkeit und erlaubt einen flexiblen Einsatz des Capos.

## Anwendungsgebiete
Kapodaster werden seit langer Zeit eingesetzt. Sie werden beispielsweise benutzt, um das Instrument der Gesangsstimme anzupassen. Das Instrument klingt durch die Saitenverkürzung höher: Das Musikstück muss nicht erst in eine geeignetere Zieltonart mit einem eventuell schwierigeren Fingersatz transponiert werden, sondern man kann den gewohnten Fingersatz beibehalten.
Ein Kapodaster ermöglicht auch die Umsetzung eines Musikstückes in eine spieltechnisch einfachere Form, ohne die Tonart, in der es erklingt, zu ändern. Dieser Aspekt ist beim Zusammenspielen mit anderen Instrumenten von Bedeutung, da hier im Allgemeinen die Tonart nicht geändert werden soll. Beispielsweise sind in Es-Dur gesetzte Stücke auf der Gitarre schwieriger umzusetzen als Stücke in C-Dur (Standardstimmung: E-A-d-g-h-e’ vorausgesetzt). Durch einen Kapodaster im dritten Bund werden alle Saiten um drei Halbtöne höher gestimmt. Der Gitarrist kann dann den C-Dur-Gitarrengriff verwenden, um Es-Dur zu spielen, und beispielsweise den e-Moll-Griff, um den g-Moll-Akkord erklingen zu lassen.
Der Kapodaster hat den Ruf, ein Hilfsmittel für Gitarristen zu sein, die keine Barrégriffe beherrschen. Jedoch greifen auch „Barré-Künstler“ gerne darauf zurück (z. B. Keith Richards). Es ist auch in vielen Fällen unmöglich, ein Stück ohne Kapodaster originalgetreu in eine andere Tonart zu transponieren. Dies gilt besonders dann, wenn ein Gitarrenstück Flageoletttöne enthält.

## Besondere Bauformen
Es gibt auch Kapodaster, die nur bestimmte Saiten herunterdrücken, die sogenannten „Partial-Capos“ und Halbkapodaster, sowie Ausführungen, bei denen man für jede einzelne Saite bestimmen kann, ob sie heruntergedrückt werden soll, die sogenannten „Third-Hand-Capos“. Eine weitere Sonderform ist der sogenannte „Harmonic Capo“. Er wird über dem 12. Bundstäbchen befestigt und berührt dort die Saiten mit kleinen, einstellbaren Gummikeilen. Die Leersaiten erklingen dann als Flageolett. Trotzdem können vor und hinter dem Capo alle Töne gespielt werden, denn die heruntergedrückten Saiten schwingen unter dem Capo in ihrer gegriffenen Tonhöhe. Das macht Kombinationen von normal gespielten Tönen und Flageoletts möglich, die ohne dieses Hilfsmittel nicht realisierbar wären.
Die handwerklich häufig aufwendig gestaltete und im Material oftmals besonders hochwertige Form des Kapodasters (spanisch cejilla), die seit dem ausgehenden 19. Jahrhundert insbesondere auf Flamencogitarren zum Einsatz kommt, besteht meist aus einem auf der Unterseite mit Leder oder Gummi gepolsterten Holzblock (auch Knochen oder Kunststoff wird verwendet), der mittels eines Wirbels und einer auf einem Lederstreifen verlaufenden (Diskant-)Saite am Gitarrenhals befestigt wird. Ein bekannter Cejilla-Bauer ist der aus Manzanares (Ciudad Real) stammende Ignacio Flores, dessen Cejillas gestalterische Originalität mit perfekter Passform vereinen.

## Probleme
Bei der Anschaffung und Verwendung eines Kapodasters sollte auf folgende Punkte geachtet werden:

Griffbrett: Zwei Typen von Profilen: Gerade und gebogen

- Das Profil des Griffbrettes ist zu beachten:

1. - Für ein gerades Profil (z. B. klassische Gitarre mit Kunststoff-Saiten) einen geraden Kapodaster verwenden.
2. - Für ein gebogenes bzw. gewölbtes Profil (z. B. Western-Gitarre mit Stahlsaiten) einen gebogenen Kapodaster verwenden.

- Der Druck auf die Saiten sollte ausreichend hoch bzw. regulierbar sein, um für eine sichere Auflage der Saiten auf dem Bundstäbchen zu sorgen, ohne dass „Schnarrgeräusche“ auftreten. Dies gilt besonders für Instrumente mit gewölbtem Griffbrett. Hier ist es hilfreich, wenn das drückende Bauteil elastisch ist.
- Das auf die Saiten drückende Bauteil darf die Saiten nicht schädigen; das Bauteil, das sich am Hals des Instruments abstützt, darf diesen nicht schädigen. Dieses Problem tritt oft bei Kapodastern auf, die mit einer Spannschraube ausgestattet sind.
- Die Stimmung des Instruments, eine möglicherweise nicht ausreichende Bundreinheit, der Zustand der Saiten und ihre durch die Dicke verursachte unterschiedliche Spannung beim Niederdrücken können dazu führen, dass ein Akkord oder auch Einzeltöne nicht korrekt klingen oder eine abweichende Tonhöhe haben. Es ist empfehlenswert, das Instrument nachzustimmen bzw. einzelne Akkorde genau zu prüfen.